# 2,4-Dienoil-KoA reduktaza (NADPH)
2,4-dienoil-KoA reduktaza (NADPH) (EC 1.3.1.34, 4-enoil-KoA reduktaza (NADPH), 4-enoil koenzim A (redukovani nikotinamid adenin dinukleotid fosfat) reduktaza, 4-enoil-KoA reduktaza) je enzim sa sistematskim imenom trans-2,3-didehidroacil-KoA:NADP+ 4-oksidoreduktaza. Ovaj enzim katalizuje sledeću hemijsku reakciju
trans-2,3-didehidroacil-KoA + + {\displaystyle \rightleftharpoons } trans,trans-2,3,4,5-tetradehidroacil-KoA + +
Najbolji supstrati ove redukcije sadrže 2,4-diensku strukturu i imaju lanac dug 8 ili 10 ugljenika.

## Literatura
- Nicholas C. Price; Lewis Stevens (1999). Fundamentals of Enzymology: The Cell and Molecular Biology of Catalytic Proteins (Third изд.). USA: Oxford University Press. ISBN 019850229X.
- Eric J. Toone (2006). Advances in Enzymology and Related Areas of Molecular Biology, Protein Evolution (Volume 75 изд.). Wiley-Interscience. ISBN 0471205036.
- Branden C; Tooze J. Introduction to Protein Structure. New York, NY: Garland Publishing. ISBN 0-8153-2305-0.
- Irwin H. Segel. Enzyme Kinetics: Behavior and Analysis of Rapid Equilibrium and Steady-State Enzyme Systems (Book 44 изд.). Wiley Classics Library. ISBN 0471303097.

## Spoljašnje veze
- 2,4-dienoyl-CoA+reductase+(NADPH) на 